# Mózgowo
Mózgowo (niem. Mosgau) – wieś w Polsce położona w województwie warmińsko-mazurskim, w powiecie iławskim, w gminie Iława.
W latach 1975–1998 miejscowość administracyjnie należała do województwa olsztyńskiego. 
W latach 1466–1772 wieś jako część województwa chełmińskiego należała do Polski, jednak po I wojnie światowej, podobnie jak sąsiednia Zazdrość, pozostała w Niemczech. Była to wówczas jedyna korekta granic na terenie ziemi chełmińskiej i lubawskiej na niekorzyść Polski.

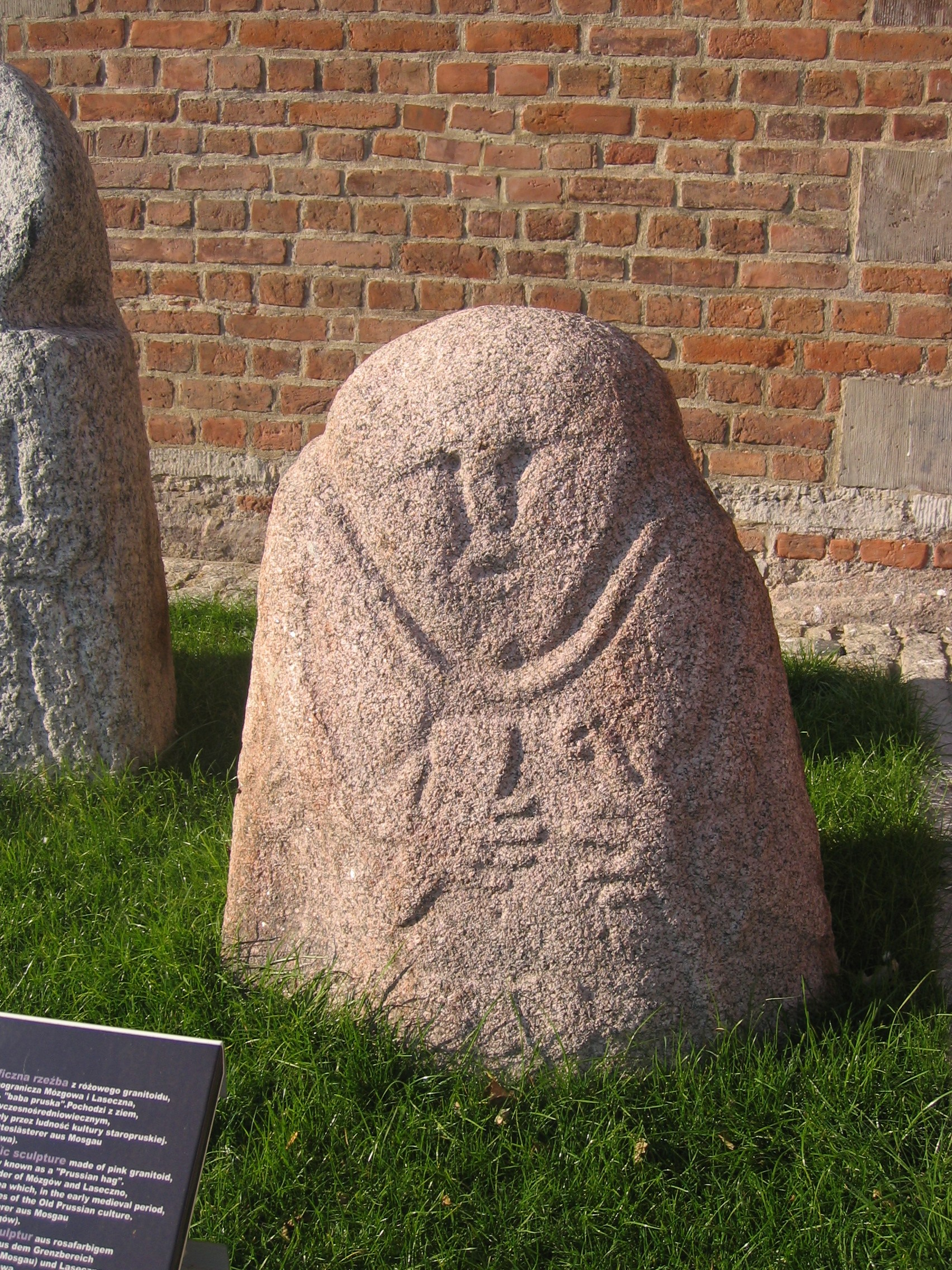
Średniowieczna kamienna rzeźba, tzw. "baba", znajdująca się dawniej na granicy Mózgowa i Laseczna. Obecnie w Muzeum Archeologicznym w Gdańsku